# Daniel Passent
Daniel Passent, pierwotnie Daniel Passenstein (ur. 28 kwietnia 1938 w Stanisławowie, zm. 14 lutego 2022 w Warszawie) – polski dziennikarz i publicysta, wieloletni felietonista tygodnika „Polityka”, a także pisarz, tłumacz, satyryk i dyplomata. W latach 1997–2002 ambasador RP w Chile.

## Życiorys

### Młodość i wykształcenie
Pochodził z rodziny żydowskiej, jego rodzicami byli Bernard „Berek” Passenstein i Izabela „Bela” lub „Bajla” z domu Mitz (pisane również Mic). Ojciec studiował we Francji, był inżynierem agronomem. Po studiach wrócił do Polski, zamieszkał w Warszawie, gdzie poznał przyszłą żonę. Kiedy we wrześniu 1939 wybuchła II wojna światowa, mieszkali w Stanisławowie na Kresach. Ojciec pracował w przedsiębiorstwie zieleni miejskiej jako specjalista od kwiatów, a matka jako pielęgniarka. Ojciec był działaczem społecznym, cenionym również zawodowo.
W 1941, po zajęciu miasta przez Niemców, w obawie o życie kilkuletniego Daniela, rodzice postanowili ukryć go w okolicach Częstochowy, co zrealizował przyjaciel domu – Gustaw Godek, mający tzw. „dobry wygląd” (w czasie wojny na fałszywych dokumentach na nazwisko Tadeusz Płoński, którego używał również po wojnie), który wyszukiwał kolejne miejsca ukrycia. Ostatnie z nich w 1944 było w Warszawie na Pradze, u rodziny Władysławy Salonek, gdzie z imieniem Bogdan doczekał zajęcia tego przedmieścia przez wojska sowieckie. Był również krótko w domu dziecka.
Jego rodzice zginęli w 1944, ukrywając się w okolicach Warszawy (zob. Zagłada Żydów), gdzie zostali rozpoznani przez dwóch Polaków i zatrzymani podczas przejazdu kolejką podmiejską na linii otwockiej; prawdopodobnie spoczywają w zbiorowym grobie w Radości. Passent swoje przeżycia wojenne podsumował w jednym ze swoich felietonów słowami: Mnie ocalili Polacy i Żydzi, a moich rodziców zdradzili Polacy; jedni i drudzy byli obywatelami państwa polskiego. Po wojnie, w wieku 7–8 lat trafił do Częstochowy pod opiekę ciotki (siostry matki), Róży Kolin i jej męża, ale z powodu jej ciężkiej choroby nie mógł tam pozostać. Opiekę i wychowanie zapewnili mu siostra ojca, Anna Prawin i jej mąż Jakub Prawin, generał Ludowego Wojska Polskiego i szef Polskiej Misji Wojskowej w Niemczech.
Z wykształcenia był ekonomistą, studiował na Uniwersytecie w Leningradzie (1955/1956), Uniwersytecie Warszawskim (1956–1960), Uniwersytecie Princeton (1962/1963) i Harvardzie.

### Kariera zawodowa

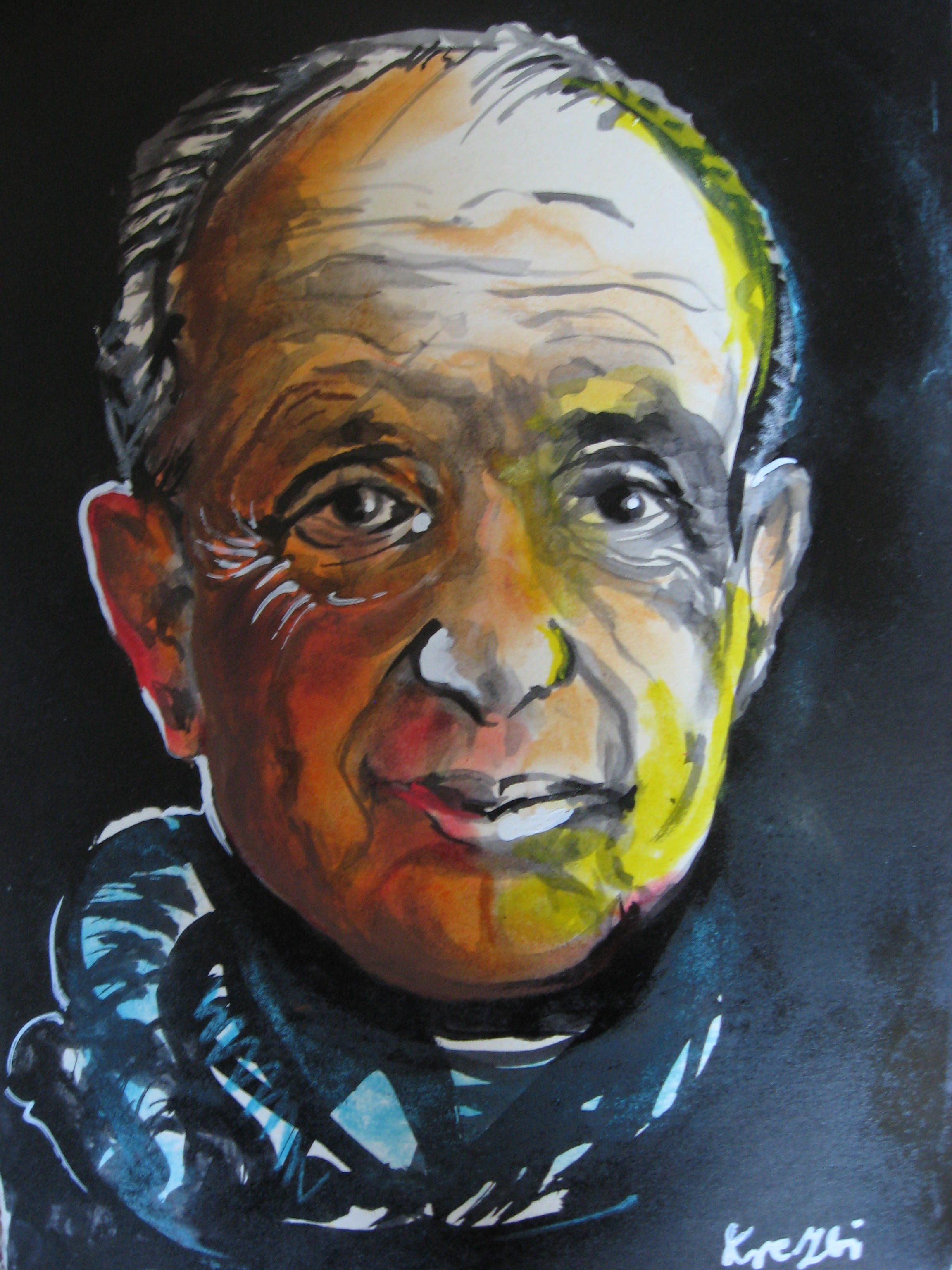
Passent w portrecie Zbigniewa Kresowatego

Działalność dziennikarską rozpoczął na drugim roku studiów na Uniwersytecie Warszawskim, dołączając do redakcji „Sztandaru Młodych”. W 1958 dołączył do zespołu tygodnika „Polityka”, z którym pozostał związany do końca życia. Był korespondentem tygodnika podczas wojny wietnamskiej i jego stałym felietonistą. W swoich felietonach poruszał kwestie polityczne, społeczne, gospodarcze, międzynarodowe i kulturalne. Wszedł do historii światowego dziennikarstwa, gdy na początku lat 60. zdobył prawo do publikacji pamiętników Adolfa Eichmanna – zbrodniarza niemieckiego, odpowiedzialnego za Holocaust. „Polityka” była jednym z dwóch pism na świecie, które jako pierwsze opublikowały jego wspomnienia. W latach 80. wielokrotnie bronił na łamach tygodnika decyzji o wprowadzeniu stanu wojennego i polityki ówczesnych władz (na wniosek Jerzego Urbana nie został w tym okresie poddany weryfikacji). Jacek Kaczmarski zadedykował mu utwór „Marsz intelektualistów”, który napisał dla tych, którzy „swoją inteligencją i swoim wykształceniem zdecydowali się służyć reżimowi wojskowemu w Polsce”.
Współpracował z prowadzonym przez Jana Pietrzaka kabaretem „Pod Egidą”, dla którego pisał teksty antysystemowe. Był autorem tekstów w Studenckim Teatrze Satyryków. Pisywał teksty i monologi dla Kabaretu „Dudek”. Był autorem skeczy i monologów przedstawień rewiowych Teatru Syrena.
Zajmował się również tłumaczeniami, przełożył z języka angielskiego m.in. Dlaczego nie możemy czekać Martina Luthera Kinga i wybór esejów Następnym razem pożar Jamesa Baldwina.
W latach 1990–1994 był redaktorem miesięcznika „The World Paper” wydawanego w Bostonie. Pisał także m.in. dla „The New York Times” i „The Daily Telegraph”.
Był autorem kilkunastu publikacji książkowych, m.in. Bywalec, Bitwa pod wersalikami, Obywatelu, nie denerwujcie się, Co dzień wojna (reportaże z wojny wietnamskiej), Pan Bóg przyjechał do Monachium, Rozbieram senatora, Choroba dyplomatyczna, Codziennik, Passa. W swojej książce Dzieła rozebrane (2013) opowiadał o kulisach powstawania swoich felietonów. Ostatnią książkę W 80 lat dookoła Polski opublikował w 2018.
W latach 2006–2022 prowadził autorski blog internetowy En passant, będący jednym z najdłużej funkcjonujących blogów politycznych w Polsce. Znalazło się tam ponad 1700 publikacji autora, które zebrały ponad pół miliona komentarzy.
Bywał gościem programu Tydzień kontra tydzień w Radiowej Jedynce. Od października 2012 do stycznia 2022 prowadził w radiu Tok FM audycję Goście Passenta.
W 2019 zagrał profesora Langmana, kelnera w Cafe Muza, w filmie Czarny mercedes w reżyserii Janusza Majewskiego.

### Działalność dyplomatyczna i społeczna
W latach 1997–2002 pełnił funkcję ambasadora Rzeczypospolitej Polskiej w Chile. Zasiadał w radzie Fundacji „Okularnicy” im. Agnieszki Osieckiej.

### Kwestia współpracy ze Służbą Bezpieczeństwa
W 1961 Daniel Passent został pozyskany do współpracy przez Służbę Bezpieczeństwa jako Kontakt Poufny o pseudonimie „Daniel” a następnie „John”. Pozyskanie miało nastąpić na zasadzie dobrowolności. W tym okresie dziennikarz miał przekazywać SB informacje na temat znanych mu amerykańskich dyplomatów. W 1964 został przerejestrowany na Tajnego Współpracownika. Ponieważ utracił kontakt z Amerykanami, Służba Bezpieczeństwa zlecała mu nawiązywanie znajomości z dyplomatami z Francji i Belgii. Miał przekazywać SB informacje również na temat osób ze świata kultury, m.in. Zygmunta Kałużyńskiego. Dokumentacja potwierdzająca fakt współpracy zachowała się w Archiwum Instytutu Pamięci Narodowej pod sygnaturą AIPN 002082/151/CD/2.
Daniel Passent nie przyznawał się do współpracy z SB. Twierdził, że „został zarejestrowany i obdarzony pseudonimami bez własnej wiedzy”. W 2007 wystąpił do sądu z wnioskiem o przeprowadzenie autolustracji. Sądy lustracyjne dwóch instancji odmówiły wszczęcia postępowania z uwagi na to, iż nie pełnił funkcji publicznej w rozumieniu ustawy lustracyjnej.
W 2016 Instytut Pamięci Narodowej opublikował list Daniela Passenta do Czesława Kiszczaka z 1984, w którym dziennikarz wyrażał poparcie dla realizowanej przez niego polityki.

„Zapłaciłem swoją cenę krytyki, nawet wrogości, ale nie mam żalu, tylko jeden wniosek: nikt ci tak nie zaszkodzi, jak ty sam. Mogą wieszać na tobie psy, ale czytają, i gotują się ze złości, że inni też czytają. Czytelnicy mnie jednak nie opuścili. Gdyby nie oni, toby mnie tu nie było” – pisał w 2018 roku.

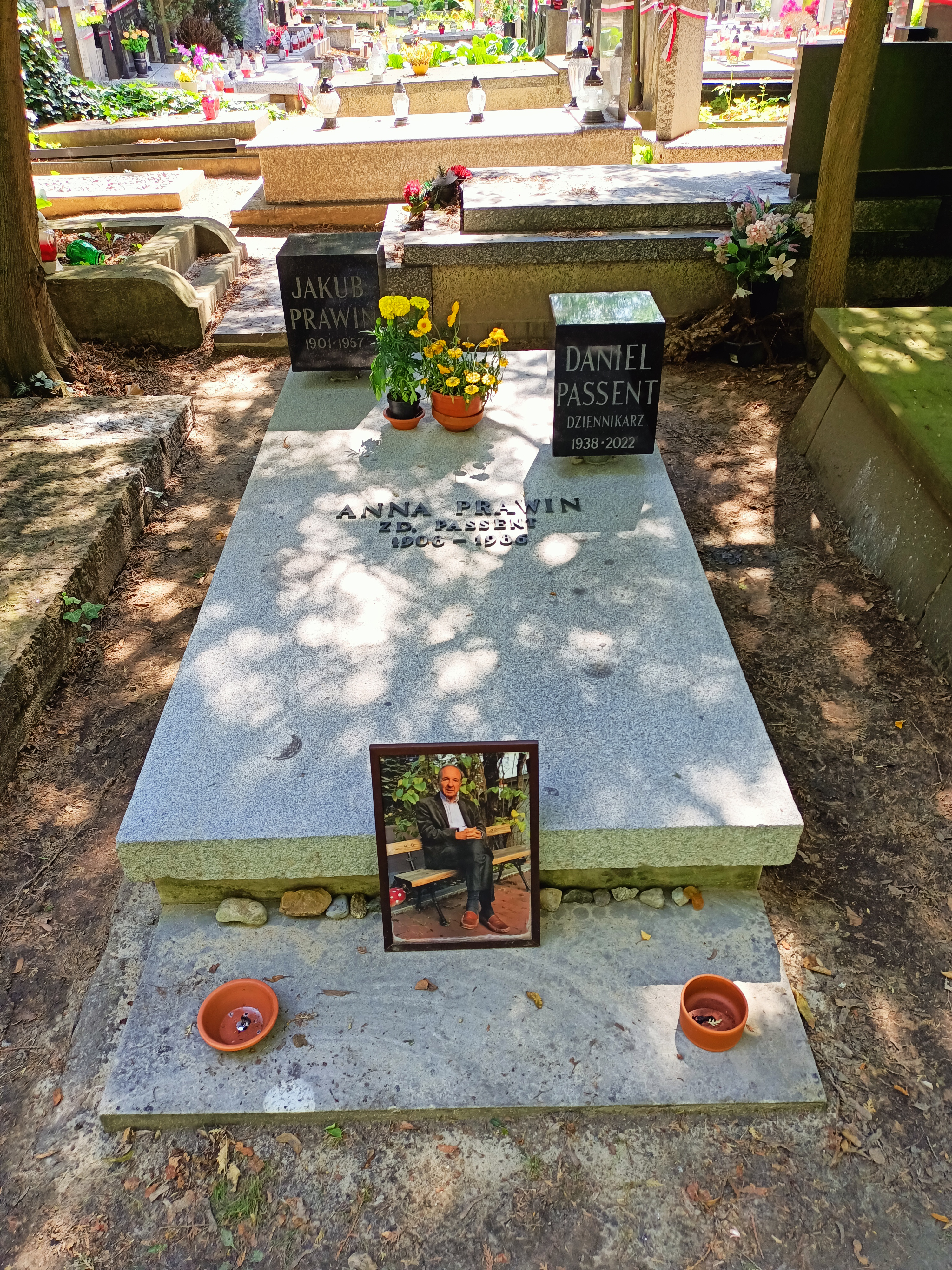
Grób rodzinny Daniela Passenta na cmentarzu wojskowym na Powązkach

## Życie prywatne
Z nieformalnego związku z poetką Agnieszką Osiecką miał córkę Agatę (ur. 4 lutego 1973). Przez ponad 30 lat był żonaty z Martą Dobromirską.
Cierpiał na chorobę Parkinsona. Zmarł 14 lutego 2022 w wieku 83 lat. 25 lutego 2022 został pochowany na cmentarzu wojskowym na Powązkach w Warszawie (kwatera: A 25-TUJE-15).

## W kulturze
Jego postać pojawia się, jako partner głównej bohaterki, w serialu fabularnym Osiecka z 2020. W rolę Daniela Passenta wcielił się Piotr Żurawski. Liczne materiały dotyczące Passenta znajdują się w Archiwum Agnieszki Osieckiej przekazanym Bibliotece Narodowej w Warszawie przez córkę Osieckiej i Passenta, Agatę. W 2020 Passent podarował Bibliotece Narodowej własne archiwum.

## Publikacje
- Co dzień wojna, Czytelnik, Warszawa 1968
- Rozbieram senatora, Czytelnik, Warszawa 1973
- Pan Bóg przyjechał do Monachium, Książka i Wiedza, Warszawa 1973, ISBN 978-83-7700-030-4
- Bywalec, Wydawnictwo Literackie, Kraków 1974
- Pantoflisko z Agnieszką Osiecką, Krajowa Agencja Wydawnicza, Warszawa 1975
- Bitwa pod wersalikami: felietony 1976–1982, Książka i Wiedza, Warszawa 1984, ISBN 83-05-11228-4
- Zdanie odrębne: felietony VII 1982–VII 1983, Wydawnictwo Literackie, Kraków 1985, ISBN 83-08-01327-9
- Z dziejów cnoty. Szpilki 1935–85, Krajowa Agencja Wydawnicza, Warszawa 1985, ISBN 83-03-01140-5
- Księga parodii (praca zbiorowa), Wydawnictwa Artystyczne i Filmowe, Warszawa 1985, ISBN 83-221-0145-7
- Bałwan pod klucz, Czytelnik, Warszawa 1986, ISBN 83-07-01572-3
- Dzisiaj umrą dwie osoby, Młodzieżowa Agencja Wydawnicza, Warszawa 1986, ISBN 83-203-1988-9
- Nie denerwujcie się obywatelu, Iskry, Warszawa 1988, ISBN 83-207-1105-3
- To jest moja gra, Krajowa Agencja Wydawnicza, Warszawa 1990, ISBN 83-03-03054-X
- Choroba dyplomatyczna, Iskry, Warszawa 2002, ISBN 83-207-1706-X
- Podręcznik obytego Polaka z Jackiem Cyganem, Agata Passent, Andrzejem Samsonem, Ludwikiem Stommą i Krzysztofem Teodorem Toeplitzem, Sens, Warszawa 2004, ISBN 83-86944-51-X
- Codziennik, Nowy Świat, Warszawa 2006, ISBN 83-7386-181-5
- Pod napięciem, Wydawnictwo Red Horse, Lublin 2009, ISBN 978-83-7573-015-9
- Moja gra. O Fibaku, Nowy Świat, Warszawa 2010, ISBN 978-83-7386-387-3
- Passa z Janem Ordyńskim, Czerwone i Czarne, Warszawa 2012, ISBN 978-83-7700-030-4
- Dzieła rozebrane, Czerwone i Czarne, Warszawa 2013, ISBN 978-83-7700-110-3
- W 80 lat dookoła Polski, Polityka, Warszawa 2018, ISBN 978-83-64076-79-4

## Ordery i odznaczenia
- Krzyż Komandorski Orderu Odrodzenia Polski (1997)[37]
- Krzyż Kawalerski Orderu Odrodzenia Polski
- Złoty Krzyż Zasługi[38]
- Odznaka „Zasłużony Działacz Kultury” (1987)[39]
- Złota Odznaka Stowarzyszenia Dziennikarzy PRL (1987)[40]

## Nagrody i wyróżnienia
- I miejsce w „Rankingu felietonistów prasowych” magazynu „Press” (2011)[41]
- Nagroda 100-lecia ZAiKS-u (2021)[42]